# Suzhou Dongwu FC
Der Suzhou Dongwu Football Club (chinesisch 苏州东吴) ist ein chinesischer Fußballverein aus Suzhou (chinesisch 蘇州市). Der Verein spielt in der zweiten Liga, der China League One.

## Namenshistorie
| Von  | Bis   | Name                                   |
| ---- | ----- | -------------------------------------- |
| 2008 | 2014  | Suzhou Jinfu FC (chinesisch 苏州锦富)  |
| 2015 | heute | Suzhou Dongwu FC (chinesisch 苏州东吴) |

## Stadion
Der Verein trägt seine Heimspiele im Suzhou Olympic Sports Centre Stadium (chinesisch 苏州奥林匹克体育中心体育场) in Suzhou (chinesisch 蘇州市), Provinz Jiangsu (chinesisch 江蘇), aus. Das Stadion hat ein Fassungsvermögen von 45.000 Personen.

## Saisonplatzierung
| Saison | Liga             | Level | Platz |
| ------ | ---------------- | ----- | ----- |
| 2016   | China League Two | 3     | 14.   |
| 2017   | China League Two | 3     | 11.   |
| 2018   | China League Two | 3     | 12.   |
| 2019   | China League Two | 3     | 4. ▲  |
| 2020   | China League One | 2     | 5.    |
| 2021   | China League One | 2     | 13.   |
| 2022   | China League One | 2     | 6.    |
| 2023   | China League One | 2     | 14.   |
| 2024   | China League One | 2     | 7.    |
| 2025   | China League One | 2     |       |

## Spieler
Stand: 18. April 2025
| Nr. |                     | Position | Name             |
| --- | ------------------- | -------- | ---------------- |
| 1   | China Volksrepublik | TW       | Liu Yu           |
| 2   | China Volksrepublik | AB       | Wang Xijie       |
| 3   | China Volksrepublik | AB       | Zhixin Jiang     |
| 5   | China Volksrepublik | AB       | Xu Wu            |
| 6   | Angola              | MF       | Estrela          |
| 7   | Serbien             | ST       | Nemanja Čović    |
| 8   | China Volksrepublik | MF       | Gao Dalun        |
| 10  | China Volksrepublik | MF       | Zhang Lingfeng   |
| 11  | China Volksrepublik | MF       | Zhang Jingzhe    |
| 13  | China Volksrepublik | ST       | Zanhar Beshathan |
| 14  | China Volksrepublik | AB       | Junjie Yuan      |
| 15  | China Volksrepublik | AB       | Yue Zhu          |
| 16  | China Volksrepublik | MF       | Shang Jin        |
| 17  | China Volksrepublik | AB       | Shimeng Bao      |

| Nr. |                     | Position | Name                  |
| --- | ------------------- | -------- | --------------------- |
| 18  | China Volksrepublik | MF       | Liang Weipeng         |
| 19  | China Volksrepublik | MF       | Junjie Wu             |
| 20  | China Volksrepublik | ST       | Xulin Fan             |
| 21  | China Volksrepublik | TW       | Li Xinyu              |
| 22  | Serbien             | AB       | Aleksandar Andrejević |
| 23  | China Volksrepublik | AB       | Wen Junjie            |
| 26  | China Volksrepublik | AB       | Jing Hu               |
| 27  | China Volksrepublik | ST       | Fuyu Ma               |
| 28  | China Volksrepublik | MF       | Deng Yubiao           |
| 29  | China Volksrepublik | MF       | Ao Chen               |
| 31  | China Volksrepublik | AB       | Yifan Wang            |
| 33  | China Volksrepublik | MF       | Tao Liu               |
| 37  | China Volksrepublik | TW       | LAskhan               |
| 42  | China Volksrepublik | ST       | Ghenifa Arafat        |

## Alle Trainer seit 2015
Stand: 18. April 2025
| Trainer               | Nation              | von               | bis               |
| --------------------- | ------------------- | ----------------- | ----------------- |
| Gerard van Ruitenburg | Niederlande         | 1. Juli 2015      | 30. Juni 2016     |
| Ban Kai               | Volksrepublik China | 1. Januar 2016    | 24. Dezember 2016 |
| Kazuo Uchida          | Japan               | 1. Januar 2017    | 31. Dezember 2018 |
| Liu Junwei            | Volksrepublik China | 3. Februar 2019   | 18. Oktober 2020  |
| Gary White            | England             | 23. Oktober 2020  | 17. Juli 2022     |
| Lu Bofei              | Volksrepublik China | 18. Juli 2022     | 28. August 2023   |
| Hongli Niu            | Volksrepublik China | 1. September 2023 | 31. Dezember 2023 |
| Kim Dae-eui           | Südkorea            | 14. Februar 2024  |                   |